# Afonso Alves
Afonso Alves Martins Júnior, noto semplicemente come Afonso Alves (pron. a'fõsu 'auvis; Belo Horizonte, 30 gennaio 1981), è un ex calciatore brasiliano, di ruolo attaccante.

## Carriera

### Club

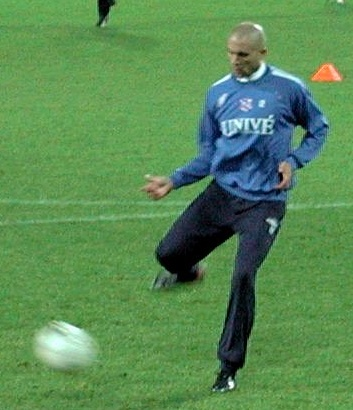
Afonso Alves all'Heerenveen nel 2007.

Iniziò nell'Atlético Mineiro e nel 2002 passò all'Örgryte, in Svezia. Nel 2004 si trasferì al Malmö FF per 1,33 milioni di euro, con cui vinse il campionato svedese. Nel 2005 con il Malmö segnò 14 gol in 24 partite, divenendo il miglior marcatore della squadra, che giunse quinta.
Cominciò la stagione 2006 senza segnare molte reti e fu in seguito acquistato dall'Heerenveen in cambio di 4,5 milioni di euro, club dei Paesi Bassi. Ha concluso l'annata 2006-2007 con 34 gol, laureandosi capocannoniere della Eredivisie e insidiando a lungo il primo posto finale di Francesco Totti nella classifica della Scarpa d'oro. Nella classifica del trofeo Alves, nonostante abbia segnato otto reti in più rispetto a Francesco Totti, si è piazzato secondo perché il coefficiente assegnato alle reti in Serie A è di 2 punti, mentre quello assegnato ai gol nell'Eredivisie è di 1,5 punti. Il 7 ottobre 2007, durante Heereveen-Heracles Almelo 9-0 (Eredivisie 2007-2008) ha segnato ben 7 reti, stabilendo il nuovo record di marcature in una sola partita del campionato olandese.
Il 31 gennaio 2008 è stato acquistato dal Middlesbrough per 17 milioni di euro, squadra della Premier League, con una trattativa terminata solo mezz'ora prima dell'orario di chiusura del calciomercato invernale. Ha esordito con la nuova squadra nove giorni dopo e ha segnato i primi due gol contro il Manchester United il 6 aprile. All'ultima giornata ha realizzato una tripletta nella vittoria per 8-1 contro il Manchester City, salendo a quota 6 reti in 14 presenze.
Nel settembre del 2009 si trasferisce in Qatar per 12 milioni di euro.
Il 1º luglio 2013 si svincola dal contratto con l'Al-Gharafa, rimanendo senza club.
L'8 ottobre 2015 si ritira dal calcio giocato.

### Nazionale
Con la Nazionale brasiliana ha esordito nel 2007 con il CT Dunga ed ha partecipato alla Copa América dello stesso anno.

## Statistiche

### Cronologia presenze e reti in nazionale
| Cronologia completa delle presenze e delle reti in nazionale ― Brasile | Cronologia completa delle presenze e delle reti in nazionale ― Brasile | Cronologia completa delle presenze e delle reti in nazionale ― Brasile | Cronologia completa delle presenze e delle reti in nazionale ― Brasile | Cronologia completa delle presenze e delle reti in nazionale ― Brasile | Cronologia completa delle presenze e delle reti in nazionale ― Brasile | Cronologia completa delle presenze e delle reti in nazionale ― Brasile | Cronologia completa delle presenze e delle reti in nazionale ― Brasile |
| Data                                                                   | Città                                                                  | In casa                                                                | Risultato                                                              | Ospiti                                                                 | Competizione                                                           | Reti                                                                   | Note                                                                   |
| ---------------------------------------------------------------------- | ---------------------------------------------------------------------- | ---------------------------------------------------------------------- | ---------------------------------------------------------------------- | ---------------------------------------------------------------------- | ---------------------------------------------------------------------- | ---------------------------------------------------------------------- | ---------------------------------------------------------------------- |
| 1-6-2007                                                               | Londra                                                                 | Inghilterra                                                            | 1 – 1                                                                  | Brasile                                                                | Amichevole                                                             | -                                                                      | 71’                                                                    |
| 5-6-2007                                                               | Dortmund                                                               | Brasile                                                                | 0 – 0                                                                  | Turchia                                                                | Amichevole                                                             | -                                                                      | 75’                                                                    |
| 27-6-2007                                                              | Puerto Ordaz                                                           | Brasile                                                                | 0 – 2                                                                  | Messico                                                                | Coppa America 2007 - 1º turno                                          | -                                                                      | 46’ 66’                                                                |
| 7-7-2007                                                               | Puerto La Cruz                                                         | Brasile                                                                | 6 – 1                                                                  | Cile                                                                   | Coppa America 2007 - Quarti di finale                                  | -                                                                      | 65’                                                                    |
| 10-7-2007                                                              | Maracaibo                                                              | Uruguay                                                                | 2 – 2 dts (4 - 5 dtr)                                                  | Brasile                                                                | Coppa America 2007 - Semifinali                                        | -                                                                      | 79’                                                                    |
| 9-9-2007                                                               | Chicago                                                                | Stati Uniti                                                            | 2 – 4                                                                  | Brasile                                                                | Amichevole                                                             | -                                                                      | 65’                                                                    |
| 12-9-2007                                                              | Foxborough                                                             | Messico                                                                | 1 – 3                                                                  | Brasile                                                                | Amichevole                                                             | 1                                                                      | 81’                                                                    |
| 14-10-2007                                                             | Bogotà                                                                 | Colombia                                                               | 0 – 0                                                                  | Brasile                                                                | Qual. Mondiali 2010                                                    | -                                                                      | 84’                                                                    |
| Totale                                                                 |                                                                        | Presenze                                                               | 8                                                                      |                                                                        | Reti                                                                   | 1                                                                      |                                                                        |

## Palmarès

### Nazionale
- Coppa America: 1

2007

### Individuale
- Capocannoniere del Campionato olandese: 1

2006-2007 (34 reti)
- Calciatore olandese dell'anno: 1

2007